# Sawbwa resplendens
Sawbwa resplendens är en fiskart som beskrevs av Annandale, 1918. Sawbwa resplendens ingår i släktet Sawbwa och familjen karpfiskar. IUCN kategoriserar arten globalt som starkt hotad. Inga underarter finns listade i Catalogue of Life.